# Siebenstern
Der Siebenstern (Lysimachia europaea, bis 2009 Trientalis europaea), zur Unterscheidung von der nordamerikanischen Art genauer Europäischer Siebenstern genannt, ist eine Pflanzenart aus der Gattung Lysimachia in der Unterfamilie der Myrsinengewächse (Myrsinoideae) innerhalb der Familie der Primelgewächse (Primulaceae). Sein Trivialname Siebenstern leitet sich von den weißen Blüten mit meist sieben Blütenhüllblättern ab.

## Beschreibung und Ökologie

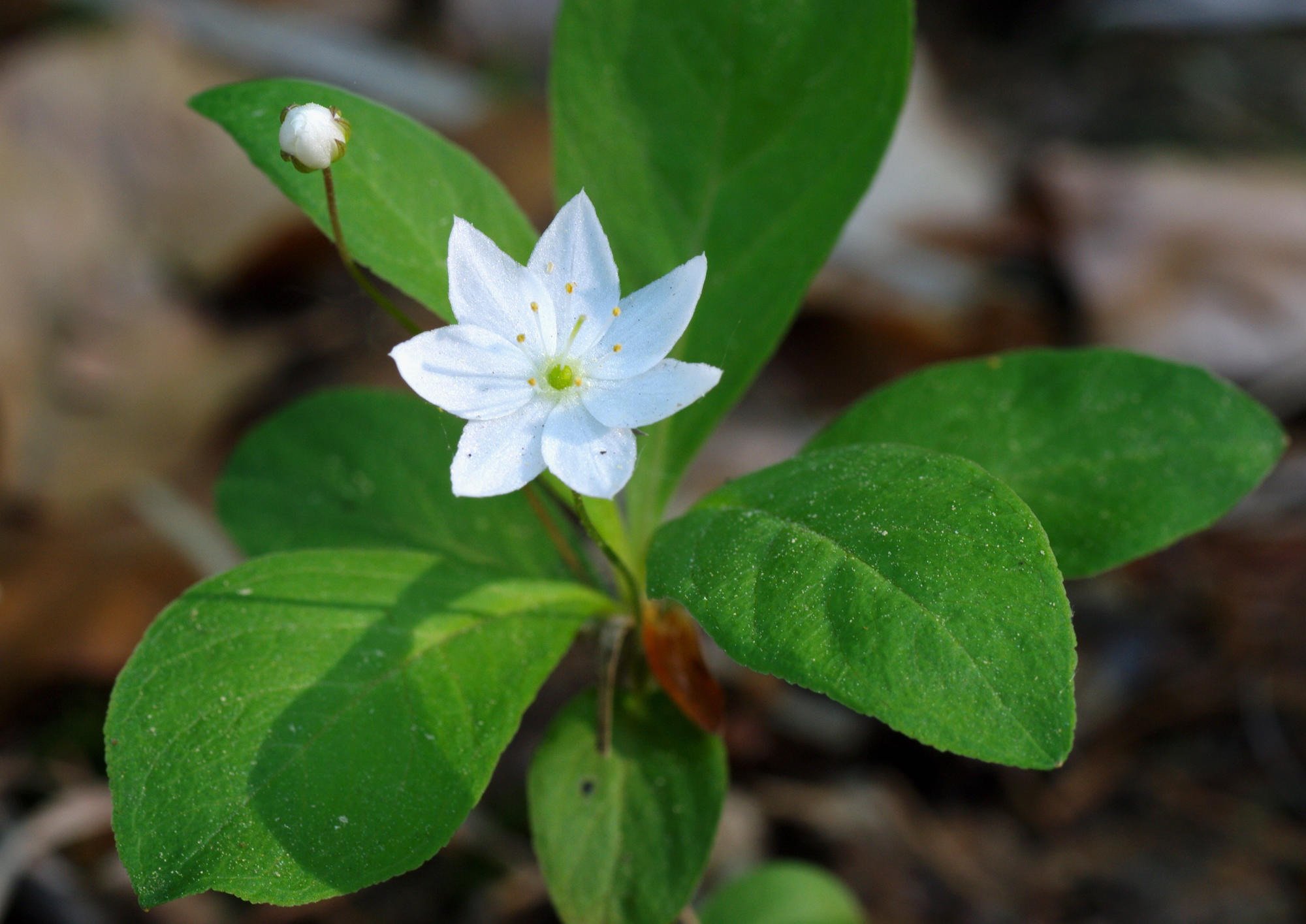
Habitus, Laubblätter und Blüten

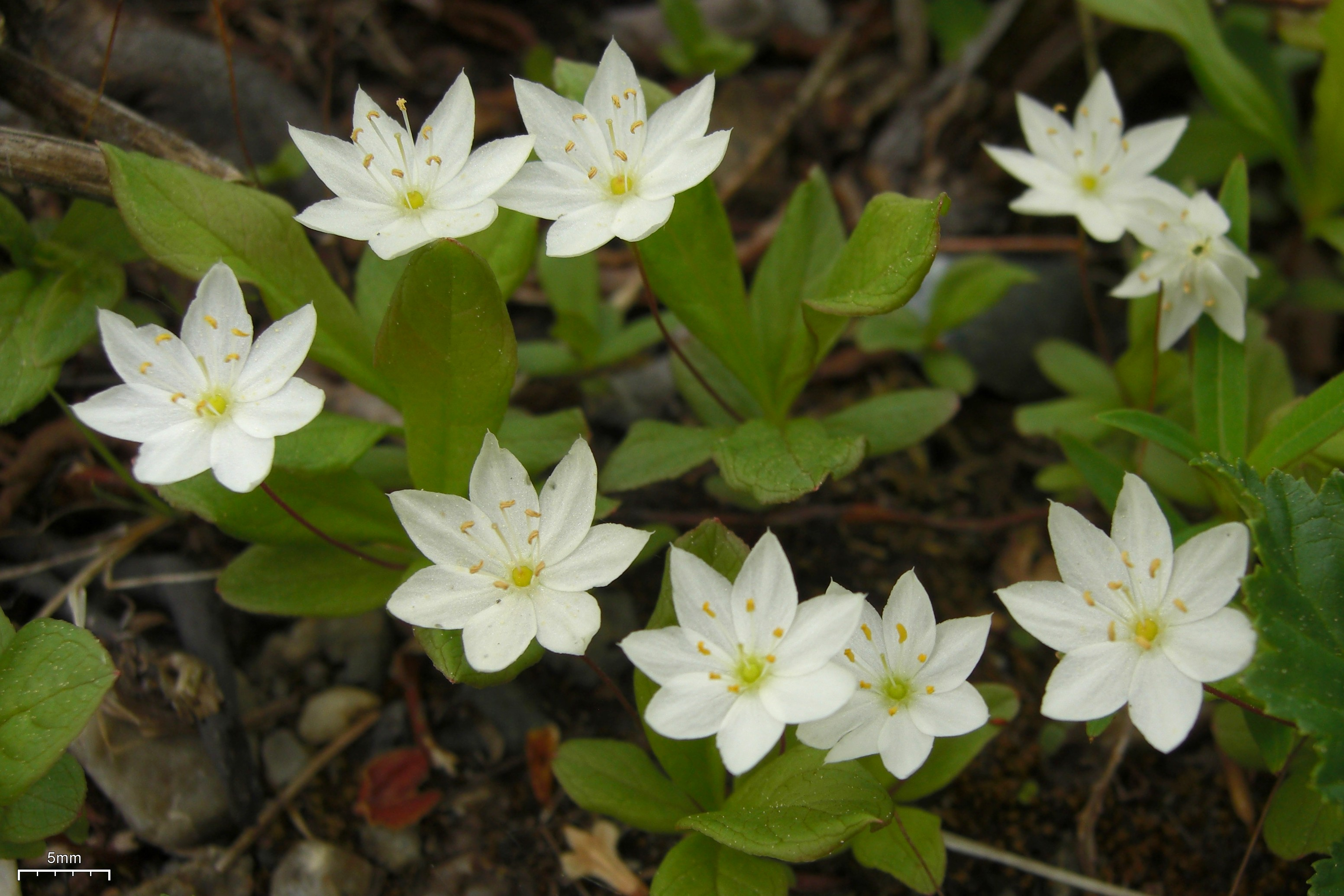
Habitus, Laubblätter und Blüten

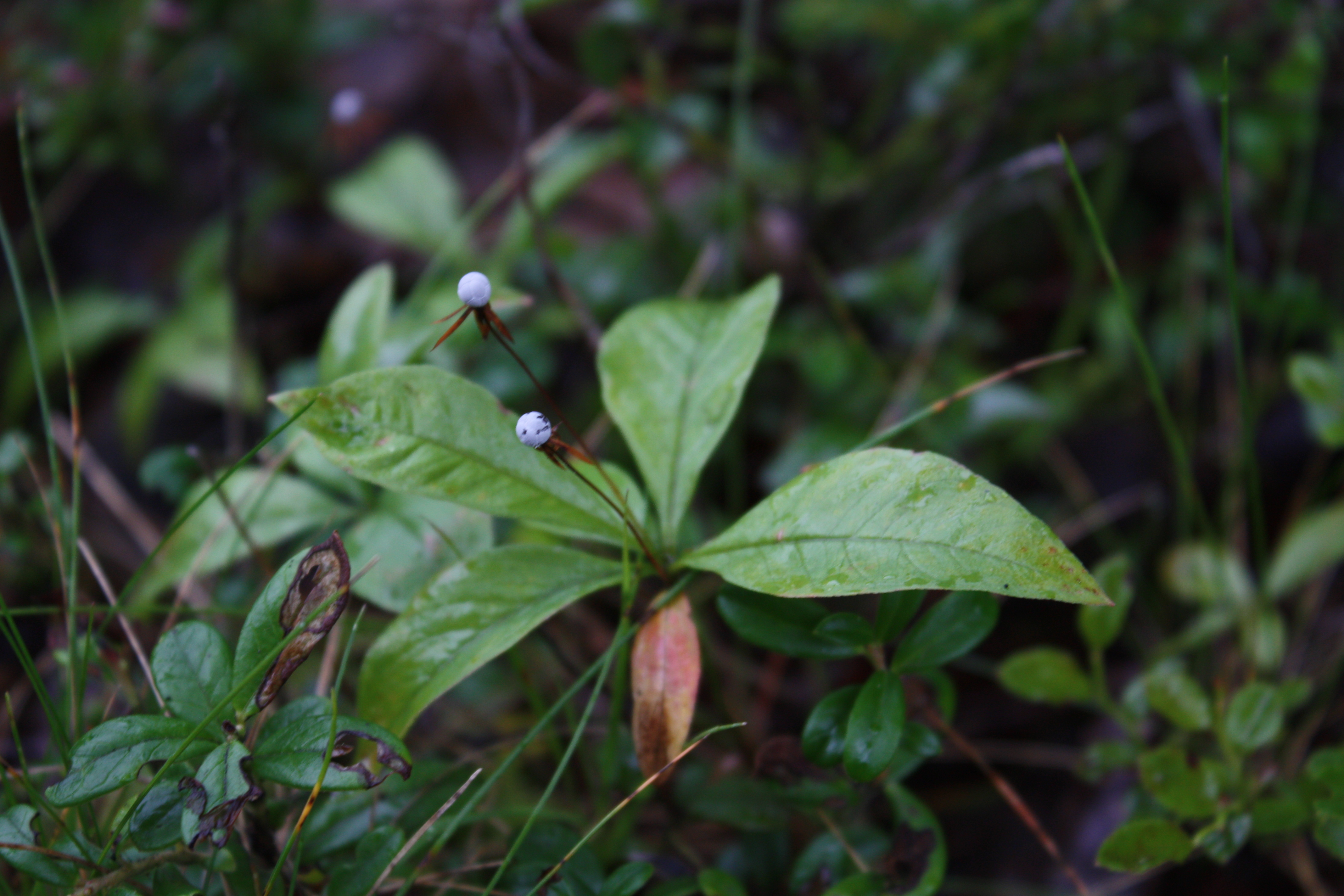
Habitus, Laubblätter und Früchte

### Vegetative Merkmale
Der Siebenstern ist eine ausdauernde krautige Pflanze. Er überdauert den Winter mit einer kleinen Knolle, aus der im Sommer der 8 bis 25 Zentimeter hohe Stängel austreibt. Das Rhizom des Siebensterns ist weiß und bei einem Durchmesser von 0,6 bis 1,5 Millimetern relativ dünn und erreicht Längen von 5 bis 75 Zentimeter; es wächst meist unverzweigt horizontal 2 bis 5 Zentimeter unter der Erdoberfläche, in Abständen ist es mit schuppenartigen Niederblättern besetzt. Am Ende des Rhizoms entsteht eine Knolle, die bei einer Länge von 1 Zentimeter sowie einem Durchmesser von 0,3 bis 0,4 Zentimetern relativ klein und länglich ist. Mit dieser Knolle überdauert das Pflanzenexemplar den Winter. Die hakenförmig nach oben gekrümmte Erneuerungsknospe sitzt an der dem Rhizom abgewandten Seite. Die Verbindung zwischen den einzelnen Knollen vergeht sehr bald, so dass klonal voneinander unabhängige Rameten entstehen. Aus jeder Knolle können wieder ein bis fünf Rhizome entspringen.
Die Wurzeln entspringen nicht dem Rhizom, sondern nur aus der Knolle. Sie sind oft unverzweigt, können aber einfach oder doppelt verzweigt sein. Diese Verzweigungen tragen Wurzelhaare. Das Wurzelsystem befindet sich im Rohhumus und erstreckt sich bis in 15 Zentimeter Tiefe. Gelegentlich wurden arbuskuläre Mykorrhizapilze in den Wurzeln gefunden, allerdings nicht überall und nicht mit großer Intensität.
Aus jeder Knolle entspringt ein einzelner, 10 bis 25 Zentimeter langer Stängel, der einen Blattquirl und die Blüten trägt. An der Sprossachse unterhalb des Blattquirls stehen wechselständig bis zu sechs kleinere Blätter; diese können aber auch ganz fehlen. Die Laubblätter sind kurz gestielt, die Blattspreite ist einfach, verkehrt-eiförmig bis lanzettlich, an der Basis keilförmig. Der Blattrand ist ganzrandig, im vorderen Bereich des Blattes manchmal fein gezähnt. Die Farbe der Laubblätter ist ein glänzendes Grün. Sie stehen zu fünft bis acht (seltener drei bis zehn) in einem Quirl am Ende des Stängels, unterhalb der Blüte, zusammen. Die Maße der Blattspreiten variieren in der Länge von 1 bis 9 Zentimeter, in der Breite von 0,5 bis 1,5 Zentimeter; häufig finden sich an einem Pflanzenexemplar verschieden große Laubblätter.
Gelegentlich verzweigt sich der Stängel knapp unterhalb der Erdoberfläche und bildet einen weiteren, kleineren Stängel mit Blättern, der meist nicht zur Blüte kommt. Seltener kommen Verzweigungen im oberirdischen Bereich des Stängels vor. Solche Verzweigungen können sich auch rhizomartig verhalten, wieder ins Erdreich wachsen und dort eine Knolle bilden.

### Blüte und Frucht
Jeder Stängel trägt nur eine oder zwei Blüten. Aus den Blattachseln entspringt ein fadenförmiger, 2,5 bis 7 Zentimeter langer, aufrechter Blütenstiel. Die einzelne Blüte an seinem Ende misst 1 bis 2 Zentimeter im Durchmesser, sie ist weiß oder leicht rosafarben. Die Blüten sind meist siebenzählig, seltener sind sie fünf- bis neunzählig. Die Kelchblätter sind bei einer Länge von 5 bis 6 Millimetern linealisch. Die Kronblätter sind bei einer Länge von 4 bis 8 Millimetern oval, zugespitzt und in der Knospenlage einsinnig gedreht. Die Staubblätter sind so lang wie der Kelch. Der Fruchtknoten ist oberständig und aus meist fünf Fruchtblättern zusammengesetzt. Der Griffel ist kaum kürzer als der Kelch. Die 4 Millimeter lange Kapselfrucht öffnet sich fünfteilig in Klappen und entlässt etwa sechs bis acht Samen.

### Chromosomenzahl
Die Chromosomenzahl beträgt 2n = 160.

## Lebenszyklus und Ökologie
Der Austrieb des Stängels aus der Knolle erfolgt im Frühjahr. Die Blütezeit reicht von Mai bis Juli; gleichzeitig wachsen unterirdisch aus der Knolle die kurzen Rhizome. Die Blüten werden von Insekten bestäubt; auch Selbstbestäubung ist möglich. Als Blütenbesucher wurde der Glanzkäfer Meligethes beobachtet. Bis zum Herbst reifen oberirdisch die Samen, unterirdisch bilden sich an den Enden der Rhizome die Knöllchen für die Überwinterung. Etwa im September verwelken Blätter und Stängel, ebenso löst sich unterirdisch die Verbindung zwischen den einzelnen Knollen: Fragmentation.

## Vorkommen

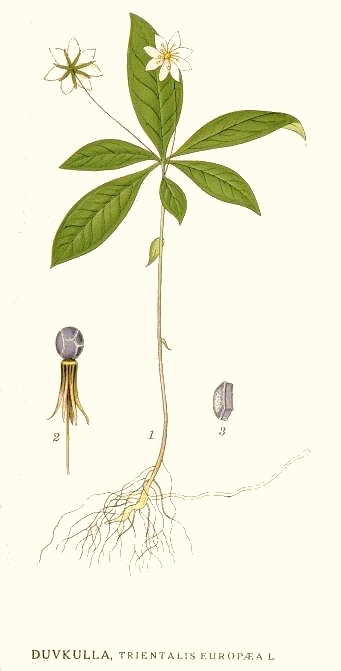
Illustration

Lysimachia europaea ist auf der Nordhalbkugel weitverbreitet, es ist eurosibirisch und nordamerikanisches Florenelement. In Deutschland kommt er von Norden hauptsächlich bis zur Linie von Rhein und Main vor, weiter südlich nur selten. In den Schweizer Alpen ist der Siebenstern selten zu finden (Vorkommen in den Kantonen Graubünden und Schwyz); er steigt dort bis in Höhenlagen von 2100 Metern.
Er gedeiht auf basenarmen, sauren Böden. Als Rohhumuspflanze gedeiht der Siebenstern oft in moosreiche Laub- und Nadelwäldern. Auch Flachmoore zählen zu seinen Wuchsgebieten. Man findet ihn entlang von Bachläufen, im Sumpf und im Übergangsmoor ebenso wie in humosen Fichten- und Kiefernwäldern. Der Siebenstern ist kalkmeidend. Er ist im herzynischen Gebiet (das sind die eher kontinental beeinflussten, östlichen Mittelgebirge) eine Charakterart des Calamagrostio villosae-Piceetum (Reitgras-Fichtenwald) aus dem Verband Piceion, ist aber überregional eine Art der Pflanzengesellschaften des Verbands Linnaeo-Piceion, des Quercion roboris (Bodensaure Eichenmischwälder), des Unterverbands Luzulo-Fagenion und des Vaccinio uliginosi-Pinetum rotundifolii (Rauschbeeren-Waldkiefern-Moorwald) der Hochmoorränder.
Die ökologischen Zeigerwerte nach Landolt et al. 2010 sind in der Schweiz: Feuchtezahl F = 3+w+ (feucht aber stark wechselnd), Lichtzahl L = 3 (halbschattig), Reaktionszahl R = 2 (sauer), Temperaturzahl T = 2+ (unter-subalpin und ober-montan), Nährstoffzahl N = 2 (nährstoffarm), Kontinentalitätszahl K = 3 (subozeanisch bis subkontinental).

## Taxonomie
Die Erstbeschreibung von Trientalis europaea erfolgte 1753 durch Carl von Linné in Species Plantarum, Tomus I, S. 344. Er ist Typusart der Gattung Trientalis L. Über die Verwendung des Namens gab es eine lange Konfusion, da als Typusexemplar für die Art ein Herbarbeleg festgelegt worden war, der nach moderner Auffassung zur Art Trientalis borealis Raf. (nun Lysimachia borealis) gehört. Dem gemäß hätten die amerikanischen Pflanzen nomenklatorisch korrekt Trientalis europaea heißen müssen. Für die europäische Art wäre ein Ersatzname zu finden gewesen, dies wäre Trientalis arctica Fischer ex Hook. (Synonyme Trientalis europaea var. arctica (Fischer ex Hook.) Ledeb., Trientalis europaea subsp. arctica (Fischer ex Hook.) Hultén) gewesen, unter diesem Namen wird heute teilweise eine Unterart gefasst, die in Ostasien bis ins nordwestliche Nordamerika vorkommt. Um diese Konsequenz zu vermeiden, wurde der traditionelle Name Trientalis europaea für die europäischen Pflanzen formal festgeschrieben (nom. cons.).
Bei phylogenomischen Analysen (anhand des Vergleichs homologer DNA-Sequenzen) ergab sich eine instabile Position der beiden Trientalis-Arten, je nachdem, ob das Kerngenom oder das eigenständige Plastiden-Genom verwendet wurde. Dies deutet auf eine unterschiedliche Herkunft beider hin. Eine Erklärung wäre, dass Trientalis auf eine Hybridisierung zweier verschiedener Arten zurückgeht. Darauf deutet auch die ungewöhnlich hohe Chromosomenzahl (2n = ca. 160, gegenüber 2n = 16 bis 2n = 56 bei allen verwandten Arten). Ergebnis der genetischen Analysen war darüber hinaus, dass die bisherige Gattung Trientalis, wie auch Anagallis und Pelletiera, als morphologisch abgeleitete Formen in die Arten der Gattung Lysimachia eingeschachtelt sind. Damit würde Lysimachia, bei Anerkennung dieser Gattungen, paraphyletisch. Um diese Konsequenz zu vermeiden, haben die Autoren diese Gattungen im Jahr 2009 formal mit Lysimachia synonymisiert. Daraus ergab sich der neue Name Lysimachia europaea (L.) U.Manns & Anderb..
Die Umkombination dieser lange bekannten und vielfach erwähnten Art stieß nicht auf uneingeschränkte Zustimmung. So haben Karl Peter Buttler und Ralf Hand, für die Florenliste Deutschlands, zwar die Gültigkeit der Ergebnisse nicht in Frage gestellt, hielten aber dennoch, für den Zeitpunkt, am traditionellen Namen Trientalis europaea fest. Dem entsprechend ist sie in den Datenbanken Floraweb und info flora, Stand 30. Juli 2025, noch unter dem Namen Trientalis europaea aufgeführt. Die meisten Verzeichnisse, so etwa GBIF, EPPO, Kew Plants of the World online, verwenden aber schon den neuen Namen.

## Sonstiges
- Der Siebenstern ist die Symbolpflanze des Fichtelgebirges. Der Fichtelgebirgsverein hat den Siebenstern in seinem Logo, die Vereinszeitschrift Der Siebenstern ist ebenfalls nach der Pflanze benannt.[11]
- Die vor allem in Nordbayern für ihren Senf bekannte Firma Jackstädt GmbH & Co. KG aus Oberkotzau stellt Produkte unter dem Namen „Siebenstern“ her.[12]